# Бейтмен, Мэри
Мэри Бейтмен (англ. Mary Bateman; 1768—1809) — английская преступница, считавшая себя ведьмой, известная как «Йоркширская ведьма» (англ. Yorkshire Witch), которая была осуждена и казнена за убийство в начале XIX века.

## Биография
Родилась в 1768 году в Англии в местечке в Эсенби, графство Северный Йоркшир. Её отец по фамилии Harker был мелким фермером.
В 1780 году Мэри покинула отчий дом и работала служанкой в городке Thirsk этого же графства, но была уволена из-за мелких краж. Еще будучи несовершеннолетней, стала настоящей воровкой и мошенницей, убеждая многих жертв в своих сверхъестественных способностях. Уехав в Лидс в поисках работы, познакомилась здесь с Джоном Бейтменом, за которого вышла замуж в 1792 году. А к концу века она стала известной предсказательницей в Лидсе, прописывающей зелья, которые, как утверждала Бейтмен, способны отогнать духов и одновременно являются медицинским средством.
В 1806 году к Мэри Бейтмен обратились за помощью супруги Уильям и Ребекка Периго (англ. William and Rebecca Perigo), считая, что боли в груди Ребекки вызваны заклинанием и попросили её помочь в снятии этого проклятия. Уильям в течение нескольких месяцев кормил жену пудингами, которые содержали зелье, сделанное Бейтмен, но состояние Ребекки ухудшалось и она умерла в мае 1806 года. Уильям заподозрил, что зелье целительницы было ядом и обратился в полицию, которая арестовала Мэри Бейтмен.
Было проведено расследование, и хотя Мэри заявляла о своей невиновности, в её доме был обнаружен яд на многих личных вещах её жертв, в том числе на вещах Периго. В марте 1809 года Бейтмен была признана виновной судом присяжных в Йорке в мошенничестве и убийстве. Была приговорена к смертной казни, пыталась уклониться от приговора ссылаясь на свою беременность, но медицинский осмотр опроверг это. Преступница была повешена вместе с двумя мужчинами 20 марта 1809 года. После казни тело Бейтмен было выставлено на обозрение публики.
Скелет Мэри Бейтмен в настоящее время находится в музее Thackray Museum в Лидсе и доступен для обозрения.

### Случай с курицей-пророком
Мэри Бейтман известна также своей авантюрой с курицей-предсказательницей. В 1806 году в Лидсе появился слух, что курица целительницы стала нести яйца, на которых была надпись «Христос грядёт» (англ. Christ is coming). Весть об этом разнеслась по округе, заставив некоторых людей поверить в скорый конец света — они проезжали сотни километров, чтобы своими глазами увидеть курицу, предсказывающую это событие. Позже выяснилось, что хозяйка курицы решила разыграть народ, вытравливая кислотой эту надпись на яйцах и засовывая их обратно в яйцевод, что приносило ей доход и славу.